# Eubranchus leopoldoi
Eubranchus leopoldoi is een slakkensoort uit de familie van de Eubranchidae. De wetenschappelijke naam van de soort is voor het eerst geldig gepubliceerd in 2001 door Caballer, Ortea & Espinosa.